# Фейт (Південна Дакота)
Фейт (англ. Faith) — місто (англ. city) в США, в окрузі Мід штату Південна Дакота. Населення — 367 осіб (2020).

## Географія
Фейт розташований за координатами 45°1′33″ пн. ш. 102°2′11″ зх. д. / 45.02583° пн. ш. 102.03639° зх. д. (45.025776, -102.036343).  За даними Бюро перепису населення США в 2010 році місто мало площу 3,11 км², уся площа — суходіл.

## Демографія
Згідно з переписом 2010 року, у місті мешкала 421 особа в 192 домогосподарствах у складі 117 родин. Густота населення становила 136 осіб/км².  Було 236 помешкань (76/км²).
Расовий склад населення:
| - 91,0 % — білих - 4,0 % — корінних американців - 0,7 % — азіатів |

До двох чи більше рас належало 3,8 %. Частка іспаномовних становила 2,9 % від усіх жителів.
За віковим діапазоном населення розподілялося таким чином: 25,4 % — особи молодші 18 років, 55,1 % — особи у віці 18—64 років, 19,5 % — особи у віці 65 років та старші. Медіана віку мешканця становила 43,6 року. На 100 осіб жіночої статі у місті припадало 104,4 чоловіків;  на 100 жінок у віці від 18 років та старших — 97,5 чоловіків також старших 18 років.
Середній дохід на одне домашнє господарство  становив 48 902 долари США (медіана — 44 500), а середній дохід на одну сім'ю — 57 560 доларів (медіана — 52 813). За межею бідності перебувало 17,8 % осіб, у тому числі 29,6 % дітей у віці до 18 років та 18,7 % осіб у віці 65 років та старших.
Цивільне працевлаштоване населення становило 207 осіб. Основні галузі зайнятості: сільське господарство, лісництво, риболовля — 23,2 %, освіта, охорона здоров'я та соціальна допомога — 22,7 %, мистецтво, розваги та відпочинок — 13,5 %, роздрібна торгівля — 10,6 %.